# إدارة ريفاز
ريفاز هي إحدى إدارات نيكاراغوا، وتغطي 2,155 كم مربع من مساحتها. ويبلغ عدد سكانها 166,900  نسمة حسب إحصائيات عام 2005. عاصمتها الإدارية هي مدينة ريفاز.

## الجغرافيا
تعرف مدينة ريفاز  بأراضيها الخصبة وشواطئها الجميلة. حيث تنتج  عدد من المحاصيل الزراعية كقصب السكر، والتبغ، وموز الجنة ومحاصيل أخرى. ويحد مدينة ريفاز من الشرق  بحيرة نيكاراغوا، والمحيط الهادئ من الغرب و كوستاريكا من الجنوب. ويوجد في مقاطعة ريفاز قرية صغيرة لصيادي السمك تسمى باسان خوان ديل سور، تحولت إلى مصدر جذب سياحي شهير بسبب شواطئها الكبيرة. وأيضا بها مصدر جذب سياحي رئيسي آخر هو جزيرة أوميتيبة (Ometepe) ويبلغ عدد، سكانها 32,000 نسمة حسب إحصائيات  2005.

## التقسيم الإداري
البلديات
- التجاقرسيا
- بيلين
- بلدية بوينس آيرس
- كارديناس
- مويوجالبا
- بوتوسي
- ريفاز
- سان جورج
- سان خوان ديل سور